# メーキング・ラブ
『メーキング・ラブ』（英: Making Love）は、1982年に製作されたアメリカ映画。アーサー・ヒラー監督。

## キャスト
- ザック: マイケル・オントキーン
- クレア: ケイト・ジャクソン
- バート: ハリー・ハムリン
- ウィニー: ウェンディ・ヒラー
- ヘンリー: アーサー・ヒル
- クリスティーン: ナンシー・オルソン
- チャーリー: スタンリー・カメル
- ティム: ジョン・デュカキス
- ラリー: デニス・ハワード
- ライラ：アン・ハーヴェイ